# خوف حارس المرمى من ضربة الجزاء
خوف حارس المرمى من ضربة الجزاء هو فيلم من نوع مقتبس ‏ ودراما أُصدر في 1972. الفيلم من إخراج فيم فيندرز، أما السيناريو فكان من كتابة فيم فيندرز وبيتر هاندكه. الفيلم مقتبسٌ من The Goalie's Anxiety at the Penalty Kick ‏ من تأليف بيتر هاندكه.

## القصة
تقع أحداث الفيلم في فيينا والنمسا. وقصة الفيلم الرئيسية حول كرة القدم.

## طاقم التمثيل
- Arthur Brauss [الإنجليزية]‏
- كاي فيشر
- ارنست مايستر  [لغات أخرى]‏
- Gerhard Tötschinger [الإنجليزية]‏
- Libgart Schwarz  [لغات أخرى]‏
- Maria Englstorfer  [لغات أخرى]‏
- Michael Toost  [لغات أخرى]‏
- Paul Hör  [لغات أخرى]‏
- Edda Köchl-König  [لغات أخرى]‏
- Rudi Schippel  [لغات أخرى]‏
- فيم فيندرز
- Rüdiger Vogler [الإنجليزية]‏
- Erika Pluhar [الإنجليزية]‏
- Bert Fortell [الإنجليزية]‏
- Brigitte Swoboda [الإنجليزية]‏

## الإنتاج
موسيقى الفيلم التصويرية كانت من تأليف يورغن كنيبر.

## وصلات خارجية
- خوف حارس المرمى من ضربة الجزاء على موقع IMDb (الإنجليزية)
- خوف حارس المرمى من ضربة الجزاء على موقع ألو سيني (الفرنسية)
- خوف حارس المرمى من ضربة الجزاء على موقع Turner Classic Movies (الإنجليزية)
- خوف حارس المرمى من ضربة الجزاء على موقع أول موفي (الإنجليزية)
- خوف حارس المرمى من ضربة الجزاء على موقع فيلمافينيتي (الإسبانية)
- خوف حارس المرمى من ضربة الجزاء على موقع قاعدة بيانات الأفلام السويدية (السويدية)
- خوف حارس المرمى من ضربة الجزاء على موقع قاعدة بيانات الفيلم (الإنجليزية)
- خوف حارس المرمى من ضربة الجزاء على موقع ليتربوكسد (الإنجليزية)
- خوف حارس المرمى من ضربة الجزاء على موقع كينوبويسك (الروسية)